# Rue Legerova
La rue Legerova est une voie de Prague. Une partie de la rue se trouve dans le quartier de Nové Město, et une autre partie dans le quartier de Vinohrady.

## Origine du nom
La rue porte le nom du professeur français Louis Léger (1843-1923), qui a soutenu l'idée d'un État tchèque indépendant.

## Historique
Les nouveaux murs de la ville couraient dans le sens de la rue sur une longueur totale d'environ 6 kilomètres. Actuellement, une partie de la rue forme la frontière entre les quartiers Nové Město et Vinohrady. Elle fait partie de l'autoroute Nord-Sud, et mène du pont Nusle au centre de Prague.[réf. nécessaire]
Le nom original de la rue était Táborská. Le 8 janvier 1923, à l'occasion du 80e anniversaire du professeur Louis Léger, la rue fut rebaptisée « Legerova ». Au moment de la Seconde Guerre mondiale, elle s'appelait Havlíčkova, puis sous le régime communiste, elle s'appelait Lidových milicí (cs) (Milice populaire), c'est depuis 1990 qu'elle s'appelle à nouveau Legerova.
En raison du trafic automobile intense, les valeurs de concentration de poussière sont les plus élevées non seulement à Prague, mais parfois aussi de toute la République tchèque,.

## Galerie

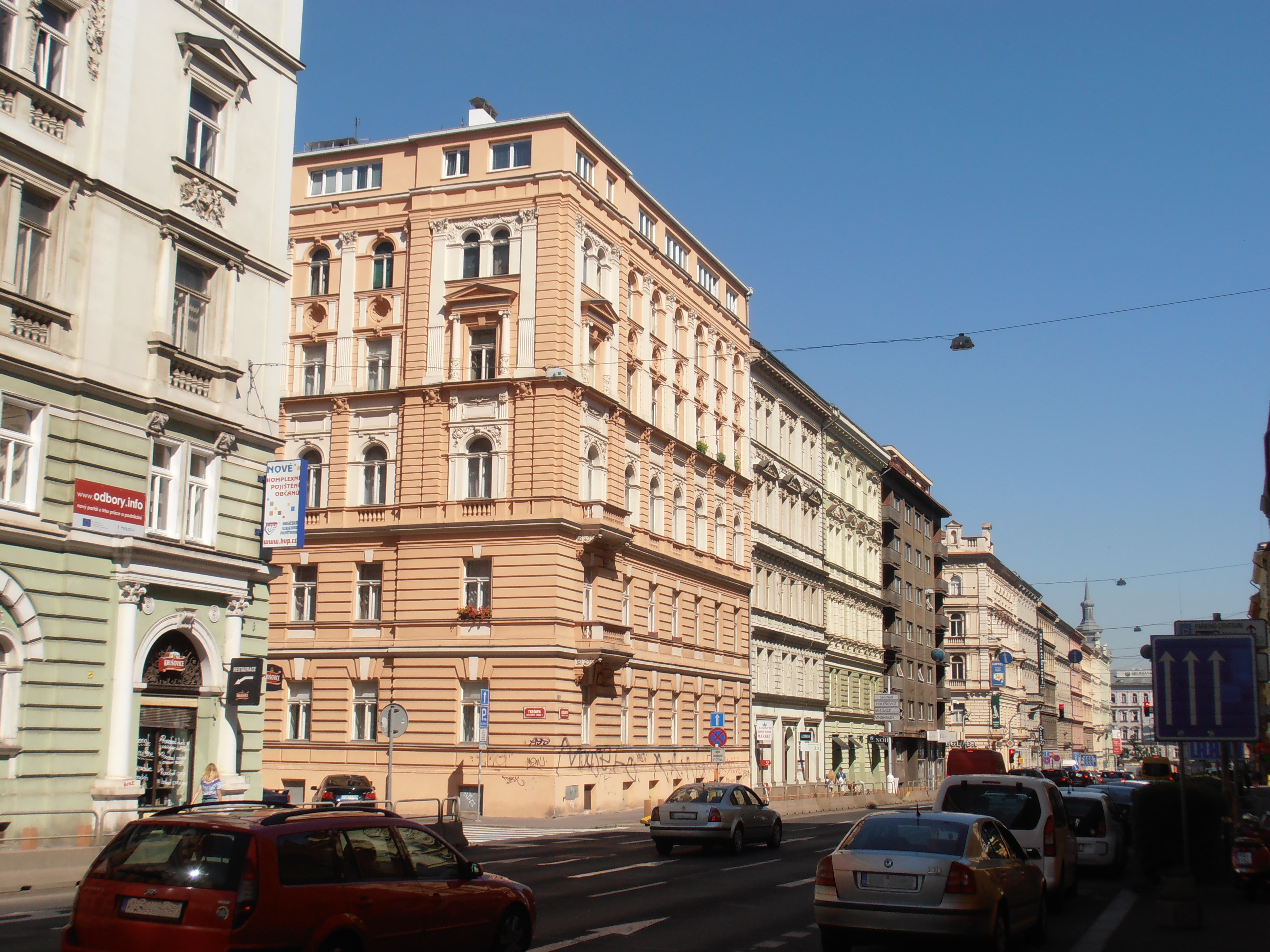
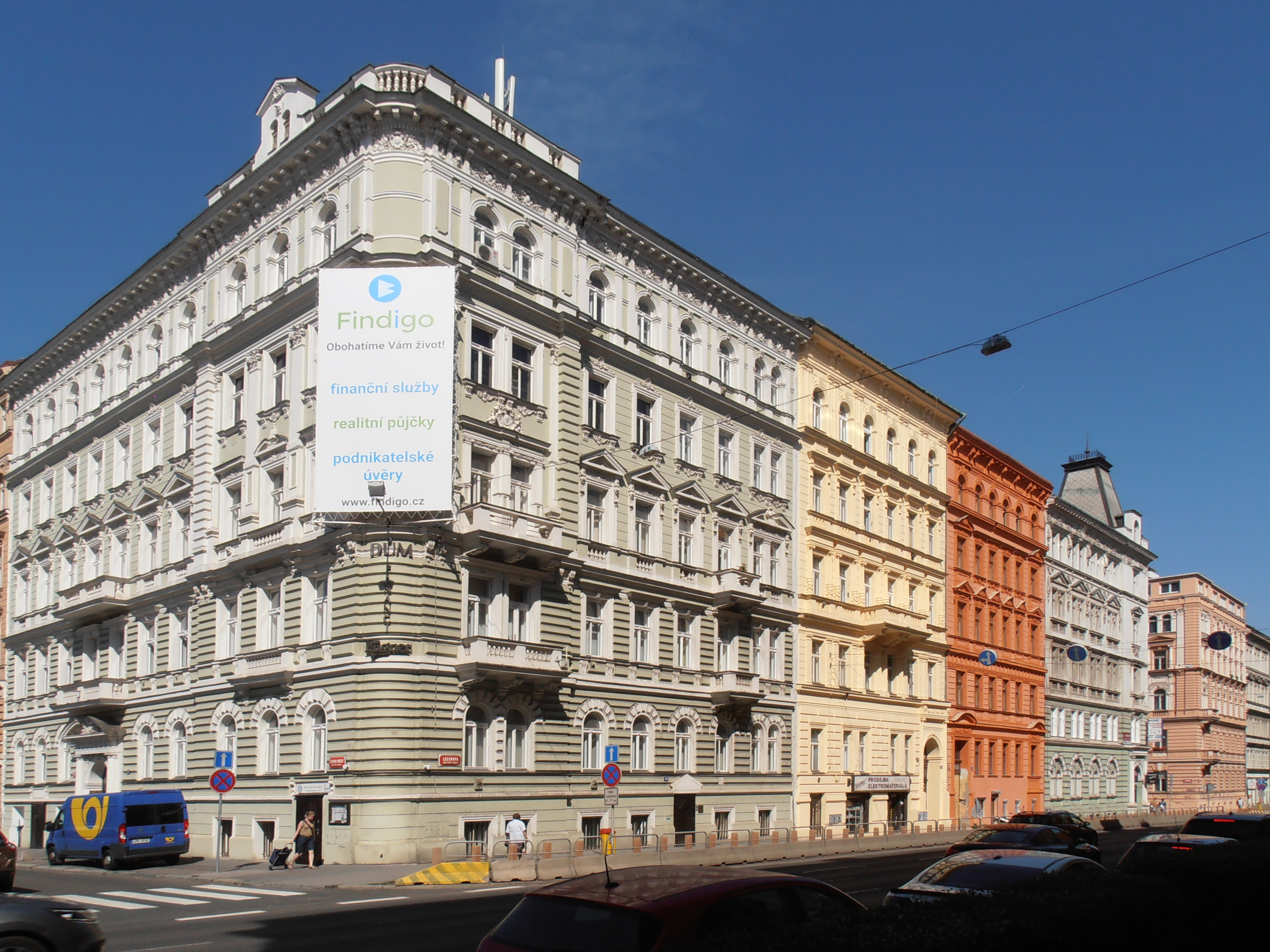
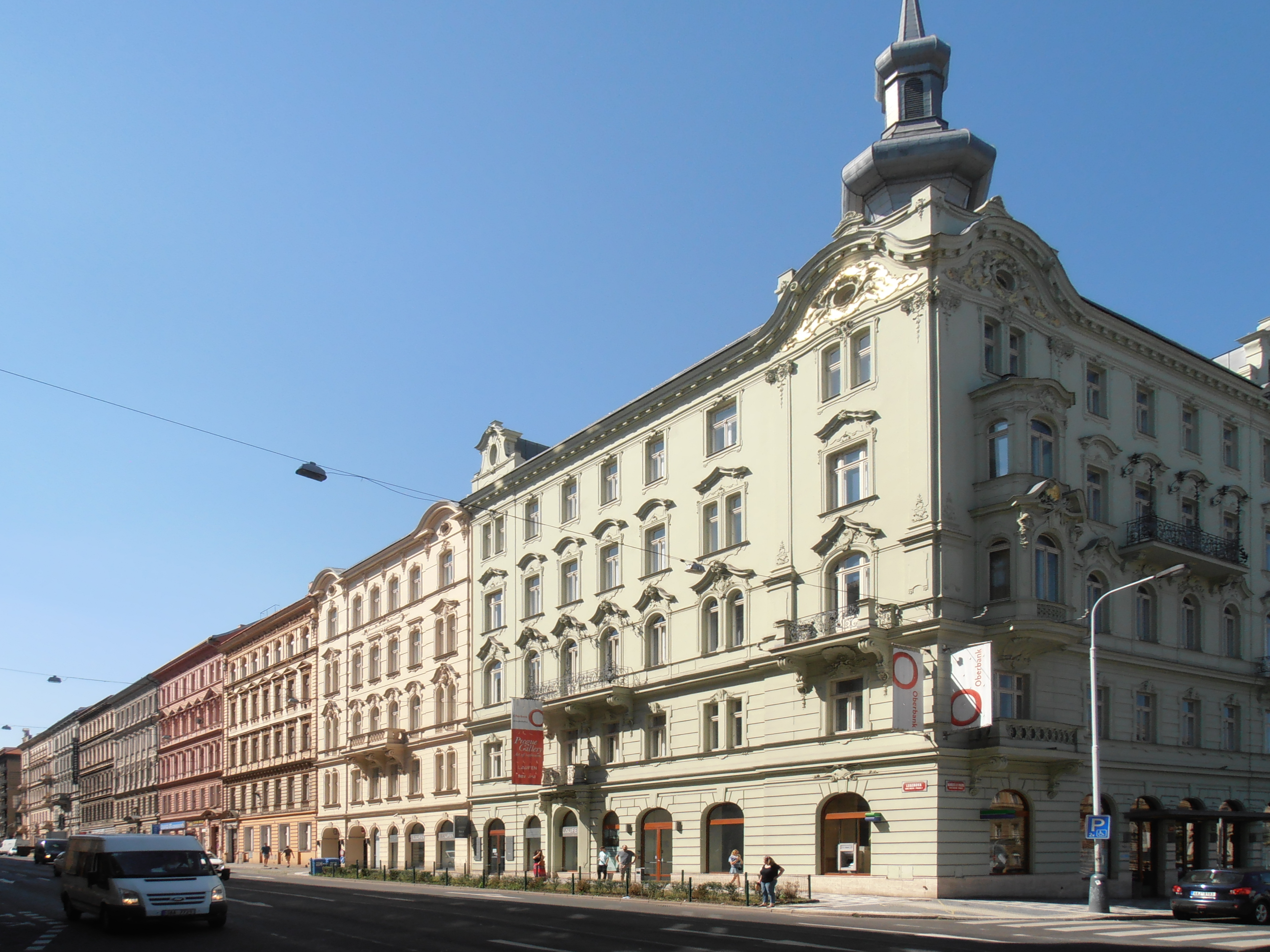